# Campeonato Mundial de J/80

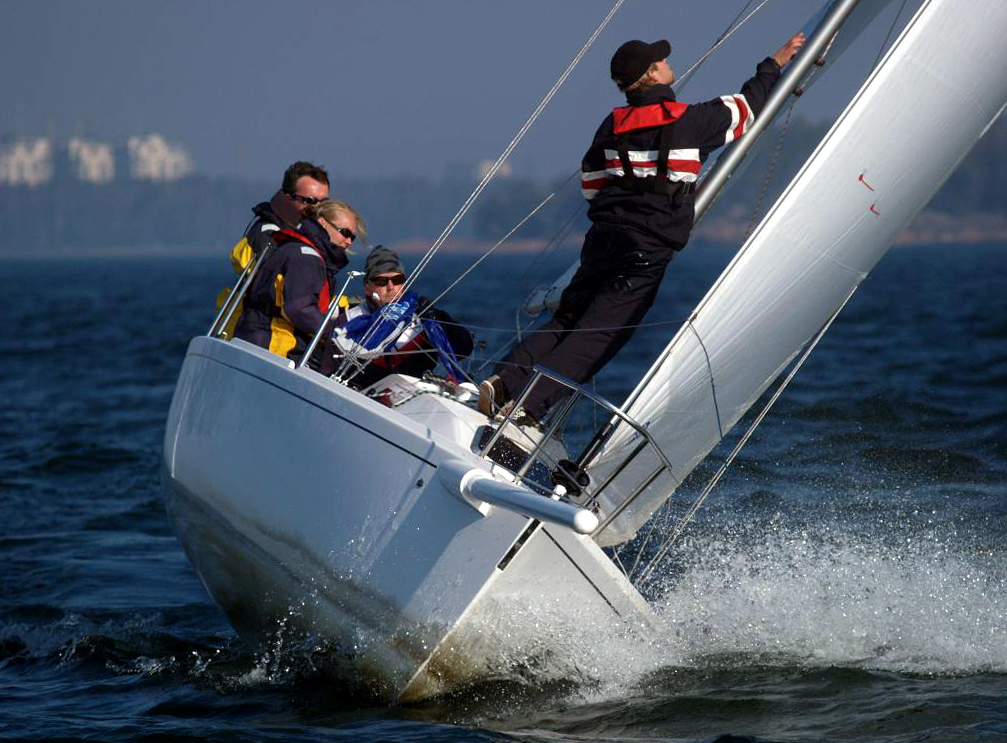
Campeonato Mundial de J/80

El Campeonato Mundial de J/80 es la máxima competición de la clase internacional de vela J/80. Se realiza anualmente desde 2002, bajo la supervisión de la Federación Internacional de Vela (ISAF). 

## Palmarés
| Año  | Sede                      | Barco ganador                               | País           | Patrón                   |
| ---- | ------------------------- | ------------------------------------------- | -------------- | ------------------------ |
| 2023 | Bayona                    | Eurofrits & Aviko Newindfoods               | España         | Javier Padrón            |
| 2022 | Newport                   | Le Tigre                                    | Estados Unidos | Glenn Darden             |
| 2021 | Copenhague                | M&G Tressis                                 | España         | Pablo Santurde           |
| 2020 | Newport (Rhode Island)    | Cancelado debido a la pandemia de COVID-19. |                |                          |
| 2019 | Bilbao                    | M&G Tressis                                 | España         | Pablo Santurde           |
| 2018 | Les Sables-d'Olonne       | Princesa Yaiza                              | España         | Rayco Tabares            |
| 2017 | Hamble-le-Rice, Hampshire | Princesa Yaiza                              | España         | Rayco Tabares            |
| 2016 | Sotogrande                | Princesa Yaiza                              | España         | Rayco Tabares            |
| 2015 | Santander                 | Princesa Yaiza                              | España         | Rayco Tabares            |
| 2014 | Annapolis                 | Savasana                                    | Estados Unidos | Brian Keane              |
| 2013 | Marsella                  | New territoriess                            | Rusia          | Hugo Rocha               |
| 2012 | Dartmouth                 | Nilfisk                                     | España         | José María van der Ploeg |
| 2011 | Copenhague                | Nextel Engineering                          | España         | Ignacio Camino           |
| 2010 | Newport                   | ECC Viviendas                               | España         | José María Torcida       |
| 2009 | Santander                 | Princesa Yaiza                              | España         | Rayco Tabares            |
| 2008 | Kiel                      | Nextel Engineering                          | España         | Ignacio Camino           |
| 2007 | La Trinité-sur-Mer        | ECC Viviendas                               | España         | José María Torcida       |
| 2006 | Corpus Christi            | L'Glide                                     | Estados Unidos | Glenn Darden             |
| 2005 | Falmouth                  | Volvo                                       | Reino Unido    | Ruairidh Scott           |
| 2004 | Estocolmo                 | Out of Space                                | Suecia         | Peder Arvefors           |
| 2003 | Fort Worth                | Synergy                                     | Estados Unidos | Jay Lutz                 |
| 2002 | La Rochelle               | TENDRISSE                                   | Francia        | Pascal Abignoli          |